# آنا فيكتوريا
آنا فيكتوريا (بالإنجليزية: Ana Victoria)‏ هي ملحنة وسيدة أعمال ومغنية مؤلفة وكاتبة غنائية ومغنية ومنتجة أسطوانات أمريكية، ولدت في 8 ديسمبر 1983 في لوس أنجلوس في الولايات المتحدة.

## وصلات خارجية
- الموقع الرسمي
- آنا فيكتوريا على موقع ميوزك برينز (الإنجليزية)